# Tamara Koba
Tamara Koba (ukrajinsko Тамара Коба), ukrajinska atletinja, * 24. februar 1957, Sovjetska zveza.
Ni nastopila na poletnih olimpijskih igrah. Na evropskih dvoranskih prvenstvih je v teku na 1500 m osvojila naslov prvakinje leta 1980.